# 哈蒙德维尔 (阿拉巴马州)
哈蒙德维尔（英文：Hammondville），是美国阿拉巴马州下属的一座城市。面积约为4.9平方英里（约合12.7平方公里）。根据2010年美国人口普查，该市有人口488人，人口密度为99.55/平方英里（约合38.43/平方公里）。